# Ernst Unbehauen
Ernst Konrad Unbehauen (* 19. März 1899 in Zirndorf; † 23. September 1980 in Rothenburg ob der Tauber) war ein deutscher Volksschullehrer und Maler. Unbehauen wirkte insbesondere in den fränkischen Orten Rothenburg ob der Tauber und Wiesentheid.

## Leben

### Frühe Jahre (bis 1933)
Ernst Konrad Unbehauen wurde am 19. März 1899 in Zirndorf bei Nürnberg geboren. Als jüngster Sohn von Babette und Johann Michael Unbehauen wuchs er mit den beiden älteren Brüdern Oskar Philipp (* 1890) und Leonhard Otto (* 1896) auf; zwei Töchter der Familie waren bereits im Säuglingsalter verstorben. Sein Vater war in Zirndorf als Volksschullehrer und Kantor tätig, sodass auch der junge Ernst hier die Volksschule besuchte.
Allerdings starb sein Vater bereits im Jahr 1907 an Bauchfelltuberkulose, und die Witwe zog mit ihren Kindern nach Rothenburg, wo ihre Familie herstammte. Häufige Wohnungswechsel innerhalb der Stadt zeugen von der durch den Tod des Vaters verursachten Armut. Unbehauen wandte sich rasch der Jugendbewegung zu und wurde in Rothenburg Mitglied des Jung-Wandervogels und der Jugendwehr. In Rothenburg besuchte Ernst Unbehauen auch die Realschule. Während des Ersten Weltkriegs machte er seinen Abschluss und trat in die Präparandenschule der Lehrerbildungsanstalt Schwabach ein, um, wie sein Vater und der Bruder Oskar Philipp Volksschullehrer zu werden.
Im Jahr 1917 wurde Unbehauen ins Militär eingezogen und in Grafenwöhr zum Kanonier ausgebildet. Später diente er in Nordfrankreich an der Front. Er geriet bei Kriegsende in englische Gefangenschaft, aus der er fliehen konnte. 1919 schloss sich Unbehauen einem Freikorps an, das zur Niederschlagung der Räterepublik nach München zog. Nach seiner Rückkehr legte er in Schwabach 1919 seine Abschlussprüfung zum Volksschullehrer ab. Bereits zu diesem Zeitpunkt tauchte in der Beurteilung seiner Leistungen das Zeichentalent des jungen Lehrers auf.
Erste künstlerische Arbeiten fertigte Ernst Unbehauen 1921, als er vom Ersten Bürgermeister Friedrich Liebermann den Auftrag erhielt, das Notgeld für die Stadt Rothenburg zu entwerfen. Im selben Jahr war Unbehauen auch Gründungsmitglied der Hans-Sachs-Spiele in seiner Heimatstadt. Er erhielt eine Anstellung als Volksschullehrer in Rothenburg und gab gleichzeitig Zeichenunterricht in der örtlichen Berufbildungsschule. Er begann außerdem, sich für die Vereine in Rothenburg zu engagieren. So war er unter anderem von 1922 bis 1939 in verschiedenen Rollen an den Aufführungen des Meistertrunks beteiligt.
1923 wurde er nach Lehengütingen an die dortige Grundschule versetzt. 1924 wurde er festangestellter Gewerbehauptlehrer. Im Jahr 1925 besuchten die Hochschullehrer der Münchner Kunstakademie, Eugen Hönig und Ernst Liebermann, Rothenburg und wurden auf die Werke (vor allem Wandmalereien) Unbehauens aufmerksam. Sie bewirkten seine Freistellung als Lehrer, und der junge Künstler konnte bis 1926 an der Kunstakademie studieren. Hier lernte er vor allem ein traditionelles Kunstverständnis bei den Dozenten Ludwig von Herterich und Julius Diez. In der Folgezeit gelang es Unbehauen, erste Wandmalereien für Restaurants in Rothenburg, Dinkelsbühl, Nürnberg und Roth zu realisieren. Später entstanden Werke für das Leipziger Grassimuseum.
Um 1924 hatte Unbehauen die Rothenburgerin Paula Güllich geheiratet, mit der er eine Tochter hatte. Seine Ehefrau starb 1930. Im Jahr 1932 wurde die Schließung der Berufsschule diskutiert, in der Unbehauen weiterhin unterrichtete. Die Stadt kämpfte insbesondere für die weitere Anstellung des Künstlers und konnte die Schließung schließlich abwenden.

### Im Nationalsozialismus (bis 1945)
Am 1. April 1933 trat Unbehauen der SA bei, am 1. Mai 1933 wurde er Mitglied der NSDAP. Unbehauen sympathisierte wohl mit der NS-Ideologie und trat in der Folgezeit noch in weitere Organisationen, wie den NS-Lehrerbund, den Kolonialbund und die Reichskulturkammer ein. Seine Mitgliedschaft bei den Ansbacher Freimaurern führte aber 1934 zu Problemen mit den NS-Parteiorganisationen, sodass die NSDAP-Mitgliedschaft zunächst für nichtig erklärt wurde.
Im Jahr 1934 wurde Unbehauen an die Meisterschule des Malerhandwerks in Nürnberg berufen. Die Stadt Rothenburg bemühte sich erfolgreich um den inzwischen anerkannten Künstler und beförderte ihn zum Gewerbeoberlehrer. 1936 wurde Unbehauen wieder NSDAP-Mitglied. Er trat in der Folge einem Beirat bei, der die Umgestaltung Rothenburgs im Sinne der NS-Ideologie vorantreiben sollte. Ernst Unbehauen gestaltete auch die „Judentafeln“ mit antisemitischen Aufschriften an den Rothenburger Stadttoren.
Bereits 1935 war eine Ritualmorddarstellung nach einem Holzschnitt Michael Wolgemuts erschienen, die ursprünglich als Geschenk dem Gauleiter von Mittelfranken, Julius Streicher, überreicht werden sollte. Vielleicht kam es ab 1938 zum Bruch mit der Rothenburger Kreisleitung der Partei, weil Unbehauen bei offiziellen Veranstaltungen nicht mehr prominent auftauchte. Im selben Jahr wurde der Künstler Vater eines Sohnes; 1932 war er mit Gerda Stapf seine zweite Ehe eingegangen.
Ernst Unbehauen war ab 1939 Soldat im Zweiten Weltkrieg, ließ sich allerdings nicht in eine Propagandakompanie einteilen. Im Krieg war er zunächst als Maler in Paris tätig und malte ein 14-stöckiges Krankenhaus in Clichy mit Wandmalereien aus. Er übernahm in der Folgezeit auch die Leitung der Kunstgewerbeschule in Paris. Zuletzt arbeitete Unbehauen in der Ärztlichen Akademie in Berlin als Porträtmaler und betrieb Ateliers in Berlin, Paris, Prag und Würzburg. 1943 war er auf der Großen Deutschen Kunstausstellung in München mit dem Ölgemälde Generalsoberstabsarzt Prof. Dr. Hippke vertreten.
Im Frühjahr 1945 flüchtete er zusammen mit den Sanitätsoffizieren der Ärztlichen Akademie aus Berlin und lebte kurze Zeit in seinem Atelier in Würzburg. Nach der Zerstörung der Stadt im April 1945 erhielt er Unterkunft im gräflich-schönbornschen Schloss in Wiesentheid, wo er auch das Kriegsende erlebte. Gräfin Ernestine von Schönborn richtete für ihn ein Atelier in einem der Rundtürme ein.

### Nachkriegszeit und Ruhestand (bis 1980)
Unmittelbar nach dem Zweiten Weltkrieg wurde Unbehauen aus dem öffentlichen Dienst als Lehrer entfernt und musste von Wiesentheid aus lediglich von seiner Kunst leben. In dieser Zeit entstanden viele Porträts der Schlossbesucher und die sogenannten Wiesentheider Narreteien, eine Karikaturensammlung. Zugleich war Unbehauen für die Industrie tätig und führte dekorative Tätigkeiten für die Farbwerke Hoechst aus. Ebenso war er als Werbegrafiker für die Firma Asta, Bielefeld tätig. Erstmals sind auch Landschaftsmalereien mit Darstellungen des Steigerwaldes nachzuweisen.
Ab 1947 wurde ein Spruchkammerverfahren gegen Unbehauen wegen seiner Beteiligung an der Verbreitung der NS-Ideologie eingeleitet. Er wurde zunächst in die Gruppe II eingeordnet und musste als „Belasteter“ mit einem Einzug seines Vermögens rechnen. Außerdem wurde er zu acht Monaten Arbeitslager in Nürnberg-Langwasser verurteilt. Unbehauen ging aber früh in Berufung und erreichte im November 1947 eine Revision seines Verfahrens, sodass er nun als „Minderbelasteter“ (Gruppe III) galt. 
Trotz dieses Etappensieges klagte Unbehauen weiter und hatte nach mehreren Versuchen Erfolg. Am 1. März 1949 endete seine Bewährungsfrist, in einem Nachverfahren in Ansbach wurde er schließlich als „Mitläufer“ deklariert. Zwischenzeitlich war Unbehauen ins nahe Kitzingen umgezogen, er konnte sich nach dem erfolgreichen Ausgang des Nachverfahrens wieder Hoffnungen machen, in den Staatsdienst übernommen zu werden.
Tatsächlich bemühte man sich in Rothenburg um den Künstler. Am 1. Februar 1953 erhielt Unbehauen ein Übergangsgeld, ehe er ab 1. Dezember 1954 wieder als angestellter Lehrer seinen Dienst in der städtischen Berufsschule antrat. Am 1. Mai 1955 wurde er Beamter auf Lebenszeit. Unbehauen baute sich in Rothenburg ein Haus und begann auch wieder am Kulturleben regen Anteil zu nehmen. So war er im Verein Alt-Rothenburg tätig und übernahm von 1956 bis 1967 die Regie des Festspiels Der Meistertrunk. 
Im April 1963 ernannte man Ernst Unbehauen per Stadtratsbeschluss zum „Gewerbestudienprofessor“, ein in ganz Deutschland einzigartiger Posten. Noch im selben Jahr ging Unbehauen in den altersbedingten Ruhestand. Er blieb aber noch in den folgenden Jahren Denkmalpfleger und Heimatpfleger in Rothenburg, ehe er auch diese Ämter 1974 wegen Kritik an seinen konservativen Zielen abgab. Bereits 1966 hatte Unbehauen das sogenannte Historiengewölbe als museale Ausstellung zum Meistertrunk etabliert.
Ernst Unbehauen starb am 23. September 1980 in Rothenburg.

## Auszeichnungen
- 1964: Bürgermedaille der Stadt Rothenburg ob der Tauber
- 1965: Ehrenring des Festspiels Der Meistertrunk
- 1970er: Gedenkstein im Historiengewölbe Rothenburg
- 1977: Verdienstkreuz am Bande des Verdienstordens der Bundesrepublik Deutschland
- 1980: Schwäbisch Haller Kulturpreis